# Рапштејнска Лхота
Рапштејнска Лхота (чеш. Rabštejnská Lhota) је насељено мјесто са административним статусом сеоске општине (чеш. obec) у округу Хрудим, у Пардубичком крају, Чешка Република.

## Становништво
Према подацима о броју становника из 2014. године насеље је имало 743 становника.